# David Östrand
David Ossian Östrand, född 17 maj 1883 i Helsingborg, Skåne död 23 november 1971 i Danderyds församling, Uppland, var en svensk ämbetsman och kommunpolitiker.

## Biografi
Östrand började vid KTH 1905 och blev filosofie kandidat 1908 samt filosofie licentiat 1913. Han anställdes som amanuens vid Riksförsäkringsanstalten 1914, befordrades till aktuarie 1914, byråchef 1916 och generaldirektörens ställföreträdare 1929. Han var generaldirektör och chef för Riksförsäkringsanstalten 1946–1948.
Östrand var ordförande i styrelsen för Statens institut för folkhälsan 1949–1955, ledamot av Svenska kyrkans diakonistyrelse 1926–1951 samt dess vice ordförande 1947–1951, ordförande i kommunalfullmäktige i Stocksunds köping 1928–1939 och 1942–1943 samt i kommunalnämnden 1930–1938, ledamot av Sigtunastiftelsens styrelse 1931–1961 (vice ordförande 1936–1961), av mellankommunala prövningsnämnden 1929–1955 (vice ordförande 1944–1955) och av Statens krigsförsäkringsnämnd 1938–1948 (vice ordf 1943–1948). Han var kyrkvärd i Danderyds församling 1938–1963.